# Brouwerij De Leite
Brouwerij De Leite is een Belgische brouwerij te Ruddervoorde in de provincie West-Vlaanderen.

## Geschiedenis
De brouwerij werd in april 2008 opgericht door hobbybrouwer Luc Vermeersch, samen met Etienne Van poucke en Paul Vanneste. De drie starters hadden eerst een brouwcursus bij brouwerij Alvinne gevolgd. In februari 2011 werd de capaciteit van de brouwerij uitgebreid met grotere brouwketels. De brouwerij beschikt over een kookketel van 62,5 hl, een maisch-filterkuip met een capaciteit van 80 hl (waarin gewoonlijk brouwsels van 30 hl gemaakt worden), een gekoelde gisttank met een volume van 50 hl en een lagertank van 60 hl. Het eerste bier dat ze op de markt brachten was Femme Fatale.
Op 11 juni 2021 werd het merk Paljas overgenomen. Vanaf deze datum worden alle Paljas-bieren gebrouwen op de site van Brouwerij De Leite en worden samen met Enfant Terriple en Femme Fatale wereldwijd verdeeld.

## Bieren
- Femme Fatale, goudblond, 6,5%
- Bon Homme, roodbruin, 6,5%
- Enfant Terriple, blond, 8,2%
- Ma Mère Spéciale, goudblond, 6%
- Cuvée Mam'zelle, hoogblond, 8,5%
- Cuvée Jeun'homme, blond, 6,5%
- Cuvée Soeur'Ise, rood, 8,5%
- Fils à Papa, amber, 6,5%
- Halleschelle, blond, 8,2%
- Paljas